# William J. Chambliss
William Joseph Chambliss (1933-2013) foi um sociólogo e criminólogo estadunidense, expoente da criminologia crítica e das teorias sociológicas a respeito da função social e da produção legislativa do Direito Penal moderno.

## Biografia
William J. Chambliss nasceu no ano de 1933, na cidade de Buffalo, Nova Iorque. Formou se, aos 22 anos, em sociologia na Universidade da Califórnia, em Los Angeles, e em 1962 tornou-se PhD na mesma área na Universidade de Indiana.
Bill Chambliss teve duas esposas, dois filhos, Jeff e James, e uma filha, Lauren, e 4 netos. O autor morreu aos 80 anos em decorrência da evolução de um câncer. Foi diagnosticado oito anos antes de sua morte, superando a expectativa de vida dada inicialmente.

### Estudos
Apesar de iniciar a carreira em sociologia e tal área ter uma enorme importância não só na sua vida, mas também em toda sua pesquisa, Chambliss se dedicou ao estudo da Criminologia se mostrando um grande inovador no campo. Após tornar-se PhD pela Universidade de Indiana, o autor assumiu o posto de professor assistente na Universidade de Washington, em Seattle.
Nesse período, ele desligou-se da teoria inicial pela qual ele compreendia crime por meio de uma compreensão padrão de enquadramentos sociais e passou para abordagem da teoria do conflito, onde o enfoque do estudo sai do “criminoso” e do ato delitivo em si, passando a análise do contexto social e como e porque determinados comportamentos sociais são considerados delinquentes. Uma das grandes teorias com base na noção do conflito social é a do labelling approach.
Na década de 60, a apresentação da teoria do conflito social era inovadora e radical. O desenvolvimento dessa teoria teve sua origem na ênfase marxista da universalidade do conflito social nas sociedades de classe de modo que todos os componentes sociais agem de forma a contribuir com a estabilidade social.

### Carreira: professor, pesquisador e escritor
O primeiro grande artigo de autor foi A sociological Analysis of the Laws of Vagrancy, em 1964, que deu proeminência ao seu trabalho na nascente teoria do conflito. William buscava comprovar a ideia de criminalização das classes baixas devido aos interesses das elites. De acordo com o autor, havia um interesse emergente na transformação de indigentes em mão de obra produtiva e barata e uma das formas encontradas para tanto foi a criminalização da vadiagem de modo que o Direito Penal estaria diretamente vinculado a um interesse privado.
Como a maioria dos autores que desenvolveram a teoria do conflito, Chambliss buscou grande suporte no trabalho de campo. Em 1967, mudou-se para a Universidade de Santa Barbara, na Califórnia, como professor associado. Esse período mostrou-se altamente produtivo que incluiu a produção de sete livros de grande impacto nas áreas de criminologia e sociologia das leis. Ele, também, serviu como um assessor do movimento de estudante negros em um momento de enorme tensão entre a organização e a polícia local. Esse envolvimento teve grande impacto na obra do autor.
Em 1969, Chambliss publicou Crime and the legal process, que foi sua primeira grande monografia, e teve enfoque o tema do tratamento criminal diferenciado entre a classe baixa negra e a classe média branca de modo a apresentar uma taxa de criminalidade elevada entre negros. Em 1973, seguindo a mesma linha, Chambliss produziu um argumento parecido na etnografia sobre gangues de rua, The Saints and the roughnecks. Nesta última obra, ele mostra a diferença entre as consequências entre os crimes praticados por negros, muito mais severas, e os praticados por brancos. Em 1971, houve a produção conjunta de Law, Order and Power que demonstrou que não apenas os interesses de classes se tornavam leis, mas também, moldavam o sistema criminal por inteiro.
Em 1976, Chambliss passou a ser professor da Universidade de Delaware, onde ele produziu uma das suas maiores obras, On the take: From Petty Criminals to Presidents, que abordava os crimes de colarinho branco e corrupção, na qual demonstra a importância política do crime organizado.
Em 1986, Chambliss foi realocado no Departamento de Sociologia na Universidade George Washington onde ficou até a sua morte. No final de sua vida, ele focou-se, primordialmente, na vítimas locais do crime organizado, em especial, as vizinhanças pobres compostas por negros. Em 1999, publicou o livro Power, Politics, & Crime, em que ele argumentou sobre o fracasso da guerra contra as drogas, discussão esta em pauta até os dias de hoje. Além disso, a obra demonstrou a construção midiática e dos interesses do complexo prisional com base na mentalidade da indústria privada na criação do pânico em relação a suposta conexão entre crime e homens negros.

### Premiações
Sua ampla produção acadêmica e editorial resultou na publicação de mais de 35 livros e, por sua obra, William J. Chambliss recebeu diversos prêmios ao longo de sua carreira. Dentre eles:
- Presidencies of the American Criminological Society and the Society for the Study of Social Problems;
- Lifetime Achievement Awards from the American Sociological Association’s sections on Criminology;
- American Criminological Society’s Major Achievement Award;
- Edwin H. Sutherland Award;
- Academy of Criminal Justice Sciences Bruce Smith Sr. Distinguished Leadership in Criminal Justice Award.

## Pensamento criminológico

### A produção legislativa no âmbito penal

#### Análise deMaking Law: The State, the Law, and Structural Contradictions
Formulada em 1990, a partir de uma seção da sociedade pelo estudo de prolemas sociais referentes à dialética do processo legislativo e do Estado (Society for the Study of Social Problems on the dialectics of lawmaking and the state), organizada por Marjorie Zats, essa obra aborda uma visão acerca da lei díspar da convencional: é tratada não como uma codificação dos padrões sociais, mas sim, nascida da natureza e ideologia humana, o que a faz ser utilizada de forma estratégica pela sociedade. Ainda em uma análise mais aprimorada, o título indaga que a lei, por vezes, é vista como alicerce de contradições fundamentais dos conflitos sociais, a medida que foca, de uma maneira simples, em conflitos específicos, sendo que, ocasionalmente, o conteúdo de um desacordo social é também o fruto de outros. A visão do autor como é feita aproxima-se da crítica marxista de que a classe dominante utiliza-se da lei como instrumento de manutenção e perpetuação do poder. Porém, muito além das críticas conhecidas por muitos estudiosos de Marx, o livro lida com outros tipos de problemas, como o gênero, os eventos que estimulam a criação de leis e a resolução de problemas.
O livro é dividido em cinco partes, sendo elas : "Contradições estruturais", "Ideologia", "Conflitos e Dilemas", "Estratégias e Eventos Causadores" e "Conclusões", sendo que a última contém um capítulo intitulado "Direções futuras", escrito por Zatz e Chambliss. Cada parte provém uma visão alternativa da lei como é vista, fazendo-a ser entendida de uma forma diferente da convencional.
A obra traz diversos conflitos e situações históricas a fim de explicar e expor a complexidade do "como" e o "por que" das leis serem feitas, observando-se, por exemplo, a abordagem da Guerra do Ópio (1839-1842) no terceiro capítulo, uma análise das leis de segurança no trabalho na Itália, no capítulo 7, o caso do ato de controle e reformulação imigracional ocorrido nos Estados Unidos em 1986, exposto no capítulo 9, dentre muitos outros. Sendo um título completo, esse livro representa uma grande série de análises e pesquisas que provém uma crítica radical e um estudo mais aprofundado sobre o que a lei representa, como ela é feita e o que a motiva.

### A guerra contra as drogas
A visão de Chambliss sobre as normas que proíbem o tráfico de drogas apresenta uma incisiva crítica ao funcionamento do Estado e as graves consequências sociais da aplicação de tais normas. Os problemas levantados pelo autor, principalmente no seu mais importante artigo sobre o tema, são: 1) o processo de seletividade punitiva, que acomete, principalmente, a camada mais desvalida e oprimida da sociedade; e 2) a corrupção dos agentes estatais, que, mediante transferência pecuniária ou interessas políticos, permitem o funcionamento do tráfico.
O autor argumenta, a partir de dados recolhidos e mostrados no artigo, que a boa parte da população carcerária (58% para prisões federais e 30% para prisões estaduais, segundo dados de 1992) foi sentenciada por crimes de tráfico de drogas, sendo que a maioria desse contingente não apresentava indícios de periculosidade ou tentativa de violação contra a integridade física de terceiros. Após o autor demonstra que maioria dos prisioneiros são compostos por afrodescendentes e latinos, argumenta que isso não é ocasional, involuntário, mas fruto de uma sociedade fragmentada e desigual, no qual a estrutura de suas leis, do funcionamento das políticas de segurança, dos seus agentes e do próprio Estado trabalham na perpetuação desse “status quo”, segregando aqueles que não podem se adaptar ou não são úteis ao sistema capitalista de produção. Portanto tais cidadãos não são vistos com pessoas portadoras de direitos, mas como hipotéticos saqueadores de propriedade alheia. Considerando tal óptica, a atuação da policia não é de proteger os direitos desta classe social, mas apenas reprimi-los, criando uma situação inusitada, onde tal população sente-se mais segura sob o regime dos traficantes do que sob a fiscalização da polícia.
A corrupção é outro ponto que o autor usa para atacar a proibição, pois, em suma, as normas não eliminam e nem ao menos coíbem de forma enfática o comércio de drogas. Mediante suborno - em alguns casos por interesses políticos – o Estado, por meio de seus agentes, afastam as normas para favorecem os corruptores, revelando duas consequências: a primeira é a manipulação dos agentes políticos (policiais, juízes, políticos, etc) em favor de interesses econômicos privados e a segunda a existência de verdadeiros monopólios da droga, sustentados pela proteção dos agentes de polícia em favor dos corruptores contra a concorrência.
A proibição e a necessidade de sustentar a aparência de eficiência da maquina repressora favorece a atuação arbitrária e ilegal dos agentes públicos, que estimulados pela atmosfera de guerra contra as drogas, efetuam prisões com abordagens exageradas e constrangedoras (em alguns casos encerrando as atuações em homicídios contra os alvos, muitas das vezes equivocadamente), sendo que a maioria dos atuados não apresentam resistência a ordem de prisão. Portanto a guerra contra as drogas cria uma atmosfera de estresse e violência.
Além disso, o autor explica que o comercio de drogas está intrinsecamente ligada a economia global, com uma estrutura complexa de produção e comercialização, envolvendo inúmeros países, cuja arrecadação é responsável por boa parte da receita da economia de números países (como os Estados Unidos e a Bolívia). Portanto, somando isto aos fatos expostos anteriormente, Chambliss questiona o motivo de se perpetua a repressão contra o tráfico de drogas, considerando que a sua proibição visivelmente traz mais malefícios do que benefícios.
Chambliss considera que os elementos que sustentam a guerra contra as drogas são: 1) o conservadorismo político, que usa o combate ao tráfico de drogas como meio de legitimar a sua posição, usando a maquina estatal como forma de controle imperativo de suas propostas à sociedade; 2) imposição do domínio econômico, cujo objetivo é o controle estatal, pela elite econômica, da massa desvalida revoltada; e 3) a própria estrutura da policia e do judiciário, cuja lógica de legitimação prioriza intervenções mais enfáticas (como a imputação de penas privativas de liberdade), tomando como alvo as classes sociais – negros e latinos – mais desfavorecidas. Todos esses elementos revelam a existência de uma indústria de controle da criminalidade, no qual o Estado, mediante ao seu sistema burocrático, distorce a realidade relativa ao comércio da droga, cujo objetivo é criar uma atmosfera de pânico, no qual os traficantes, compostos por sua maioria de negros e latinos, corrompem vítimas inocentes, composta por sua maioria de pessoa brancas da classe média.
O autor finaliza a sua explanação contra a proibição do trafico de drogas mostrando que os efeitos de drogas como maconha e cocaína são tão nocivas quanto de outras drogas legais, apresentando inclusive menor capacidade de dependência química, como o cigarro e a bebida alcóolica, sendo que a descriminalização do uso permitiria afastar os estigmas de periculosidade relativo aos usuários, permitindo tratamentos mais adequados para aqueles que apresentassem vícios nessas substâncias.

## Análise crítica da obra de Chambliss

### Crime and the Legal Process
Até fins da década de 60 os estudos criminológicos haviam se concentrado nas causas do crime, em métodos de prevenção e tratamento dos criminosos condenados. Contudo, nova onda de antologias dedicou-se ao estudo dos processos no qual a sociedade identifica seus criminosos. Assim é “Crime and the Legal Process”, cuja excelência está menos na novidade do que na qualidade do material compilado.
O livro é divido em três partes: a emergência do sistema legal, a administração da justiça criminal e o impacto das sanções legais. A parte que cuida da administração da justiça penal subdivide-se em três seções, uma acerca da prisão, outra da persecução penal e a última sobre julgamento e decisão.
De acordo com Stephen White, seria fácil criticar um livro como esse por ter omitido ou incluído certo texto ou artigo, contudo fazê-lo beiraria à malícia dada a qualidade geral do livro. Assim mesmo, afirma que a parte menos satisfatória do livro é a que trata da emergência do sistema legal. Os argumentos e dados colhidos careceriam da precisão e rigor encontrados no restante do livro. Excetua a exegese de Hall do caso Carrier. Continuando, o material pautado apenas em reportagens como “The Law in a Rural Setting”, de Caudill, e “Justice in Moscow”, de Feifer, poderiam ter sido omitidos sem grandes perdas.
A maioria do material contido no livro é sobre a “America por Americanos”. Mas há algum material britânico. Jeffrey escreve sobre o crime nos primórdios da sociedade inglesa, Hall analisa o caso Carrier, Chambliss examina o desenvolvimento das “leis dos pobres”, e Gorer disserta sobre o efeito da polícia no caráter nacional dos ingleses. Ademais, Lindlesmith e Schur debatem as políticas britânicas de controle do vício nas drogas. Esses artigos apenas representam pequena parcela do livro, contudo, ainda segundo White, o livro em análise tem grande valia para os leitores britânicos.
Primeiramente, oferece sugestões para o que poderia estar acontecendo nos estágios anteriores à condenação do sistema legal. O artigo The Practice of Law as a Confidence Game, de Blumberd e a pesquisa de Sudnow em cima da dinâmica das defensorias públicas levantam importantes questões acerca dos méritos dos sistemas de defensorias públicas que são defendidos por alguns. Importante destacar que essa análise insere-se no contexto da primeira aparição da obra, ou seja, final da década de noventa.
Em segundo lugar, e encerrando a crítica, Stephen diz que o livro oferece exemplos de pesquisas importantes e fundamentais que podem ser feitas nos processos que antecedem a condenação, admitindo-se que haja a cooperação dos juízes, advogados, da polícia e dos defensores.

### Whose Law? What Order? A Conflict Approach to Criminology
Dentre os trabalhos de criminologia que vinham sendo produzidos no contexto da década de 1970, a obra de Chambliss e Milton Mankoff é um destaque para a área.
Estes autores expuseram suas bases conceituais de maneira clara, algo pouco frequente dentre cientistas sociais. A introdução, escrita por Chambliss, explicita as duas concepções dominantes na teoria criminológica e que disputam dominância. A perspectiva funcional, associada a Durkheim, e a perspectiva do conflito, de viés marxista.
Diversas proposições são decorrentes dessas duas perspectivas quanto ao conteúdo e funcionamento do sistema legal, quanto às consequências do crime para a sociedade e suas causas ou origem. Nesse sentido, Chambliss argumenta que as pesquisas mais recentes dão suporte à perspectiva do conflito, de modo que os artigos contidos no livro dão ênfase aos méritos dessa visão.
Apesar disso, segundo Paul Takagi, professor emérito da Universidade de Berkeley, uma coisa seria a afinidade pela sociologia marxista e outra seria submeter um fenômeno a essa análise. Assim, o único artigo que realmente poderia ser chamado de marxista é “Beyond Incrimination”, de Kennedy. O artigo “The State and the Criminal Law”, de Chambliss, se baseia nas mudanças nas relações de produção e no desenrolar das lutas de classes, mas a análise pauta-se centralmente em categorias liberais. E essa tendência permaneceria nos artigos seguintes, porventura até por análise funcional, incluindo o paper “Class and the Economics of Crime”, de David Gordon.
A intrigante introdução dá promessas de uma análise marxista do crime que não se consolida no restante do livro. Dessa forma, ainda conforme a análise de Takagi, o livro “falhou” na tarefa a que se propôs, pois a teoria do conflito permanecera na tradição liberal, a despeito da critica à perspectiva funcionalista. “It is not enough to cite from Marx here and there. A scholar is either a Marxist or he isn’t.”

### Law, Order and Power
Segundo Herbert L. Packer, o livro seria pretensioso e medíocre. Após uma assertiva inócua de perspectiva, o livro começa com uma parte sobre a criação de leis formais do direito. Depois de uma passagem à antropologia, o livro discutiria a possibilidade de o direito ser destituído de valor. Para Packer, essa discussão é tediosa e essa questão poderia ser respondida de ambos os modos, dependendo do nível escolhido. Os autores tomariam modelos que negam o valor ou importância. E seguiriam afirmando que o positivismo é a teoria elaborada por juristas que asseveram o valor ao direito. E, em seguida, dissertam algo sobre realismo. Aqui a crítica se acentua, onde Packer afirma que falar de realismo quando ainda se discute positivismo versus naturalismo lembrava-lhe a história de um homem que se questionava se deveria ir à Europa no próximo inverno ou de avião. O realismo jurídico seria consistente tanto com o naturalismo quanto positivismo. Nesse sentido, americanos estariam condicionados pelo seu sistema legal a pensarem como jusnaturalistas. De outro modo, os britânicos seriam tendenciosos ao positivismo.
Avançando no livro, os autores falam sobre as instituições ou instâncias criadoras de normas. Nesse ponto demonstrariam desconhecimento com a obra de maior influência da “Jurisprudência aplicada” que seria “The Legal Process” de Hart e Sacks, de Harvard. E fariam como outros cientistas políticos em geral quando estudam o sistema legal, confundindo instituições e conceituações jurídicas.
Após, os autores da obra em análise o direito penal material. Na parte mais curta do livro, teriam sido “bem-sucedidos” em cometer quase todos os erros que podem ser feitos. “A discussão da mens rea é risível”. A centralidade da ideia do elemento mental na análise do crime é ignorada, e os levaria a aceitar sem críticas as desacreditadas teorias de Edwin Sutherland acerca dos crimes de colarinho branco.
A parte final preocupa-se com a implementação da lei ou direito. Em verdade, seria apenas uma recapitulação do que fora escrito sobre o processo criminal. Haveria alusões e tributos intercalados a sociólogos “radicais”, como Jerome Skolnick, apenas com o fito de dar ares de atualidade e relevância. Respaldar-se-iam inteiramente nas teorias “oficiais”, parecendo desconhecer a existência de teorias diversas e contrastantes.